# العليب (حضرموت)
العليب هي إحدى قرى الجمهورية اليمنية. وهي تتبع جغرافيًا لمحافظة حضرموت. وإداريًا لمديرية غيل بن يمين. يبلغ تعداد سكانها 2054 نسمة حسب الإحصاء الذي جرى عام 2004 ,